# Oligonychus anonae
Oligonychus anonae är en spindeldjursart som beskrevs av Adilson D. Paschoal 1970. Oligonychus anonae ingår i släktet Oligonychus och familjen Tetranychidae. Inga underarter finns listade i Catalogue of Life.